# Faust (Goethe)
Faust je tragedija v dveh delih Johanna Wolfganga von Goetheja, znanih kot Faust, prvi del in Faust, drugi del. Čeprav jo redko uprizarjajo v celoti, gre za gledališko predstavo v nemškem jeziku, ki si jo je do zdaj ogledalo največ občinstva. Mnogi menijo, da je Faust Goethejev magnum opus in največje delo nemške literature. 
Najzgodnejše oblike dela, znane kot Prafaust, so nastale med letoma 1772 in 1775, vendar podrobnosti tega razvoja niso popolnoma jasne. Prafaust ima dvaindvajset prizorov, enega v prozi, dva pretežno v prozi in preostalih 1441 vrstic v rimanih verzih. Rokopis je izgubljen, vendar pa so leta 1886 odkrili kopijo. 
Delo je v tiskani obliki prvič izšlo leta 1790 kot Faust, Fragment. Goethe je leta 1806 dokončal predhodno različico besedila, ki je danes znana kot Prvi del. Njegovi objavi leta 1808 je sledila revidirana izdaja 1828–29, zadnjo pa jo je uredil sam Goethe. 
Goethe je leta 1831 napisal Faust, drugi del; delo je bilo objavljeno posmrtno naslednje leto. V nasprotju s Faustom, prvi del, se tukaj ne osredotoča več na dušo Fausta, ki je bila prodana hudiču, temveč na družbene pojave, kot so psihologija, zgodovina in politika, poleg mističnih in filozofskih tem. Drugi del je pomenil glavnino zadnjih let Goethejevega dela. 

## Poimenovanje
Na naslovni strani prvotne Goethejeve igre iz leta 1808 je pisalo preprosto: "Faust. / Eine Tragödie "(" Faust. / Tragedija "). Dodatek "erster Teil" (v slovenščini "prvi del") so založniki retrospektivno uporabili, ko je bilo leta 1832 objavljeno nadaljevanje z naslovnico, na kateri je pisalo: "Faust. / Der Tragödie zweiter Teil "("Faust. / Drugi del tragedije"). 

## Faust, prvi del
- Znanstvenik Heinrich Faust, za katerega včasih pravijo, da temelji na Johannu Georgu Faustu ali na dramatizirani pripovedi Jacoba Bidermanna Legende o pariškem doktorju Cenodoxusu ; glej tudi Faust
- Mefistofel, hudič (tudi Mefisto, Mefistolofes)
- Gretchen, Faustova ljubezen (kratko za Margarete; Goethe uporablja obe obliki; v slovenskih prevodih tudi Marjetka)
- Marthe, Gretchenina soseda
- Valentin, Gretchenin brat
- Wagner, Faustov spremljevalec

Tragedija Faust, prvi del, se odvija na več prizoriščih, od katerih so prva Nebesa. Demon Mefistofel sklene stavo z Bogom: pravi, da lahko s prave poti zvabi Bogu najljubše človeško bitje (Fausta), ki si prizadeva, da bi se naučil vsega, kar je mogoče vedeti. Naslednji prizor se zgodi v Faustovi delovni sobi, kjer se Faust, obupujoč ob ničevosti znanstvenega, humanističnega in religioznega učenja, za pridobivanje neskončnega znanja obrne k magiji. Sumi pa, da so njegovi poskusi neuspešni. Razočaran razmišlja o samomoru, vendar misel nanj opusti, ko zasliši odmev bližnjih velikonočnih praznovanj. S pomočnikom Wagnerjem odide na sprehod, domov pa ga spremlja potepuški pudelj (izraz je takrat pomenil psa srednje velikosti, podobnega ovčarju). 
V Faustovi delovni sobi se pudelj prelevi v Mefistofela. Faust se z njim dogovori: Mefistofel bo naredil vse, kar Faust želi, medtem ko je tu na Zemlji, v zameno pa bo Faust služil Hudiču v peklu. Faust se pogodi, da bo takoj umrl, če bo s čim, kar mu bo dal Mefistofel, tako zadovoljen, da bo želel v danem trenutku ostati za vedno. 
Ko Mefistofel reče Faustu, naj pogodbo podpiše s krvjo, se Faust pritoži, da Mefistofel ne zaupa njegovi častni besedi. Mefistofel na koncu zmaga v prepiru in Faust pogodbo podpiše s kapljico lastne krvi. Faust odide na nekaj izletov in nato spozna Margaret, znano tudi kot Gretchen. Privlači ga in Mefistofel z nakitom ter pomočjo sosede Marte zvabi Gretchen v Faustove roke. Z Mefistofelovo pomočjo Faust zapelje Gretchen. Gretchen svoji materi na Faustova prigovarjanja zlije uspavalni napitek v čaj, da jo je Faust lahko obiskal v intimi. Gretchen nato odkrije, da je noseča. Gretchenin brat obtoži Fausta, ga izzove na spopad in v Faustovih in Mefistofelovih rokah obleži mrtev. Gretchina mater umre hkrati od sramote za svojo nosečo hčer in od žalosti za svojega sina. Gretchen nadleguje zli duh v cerkvi, potem svojega nezakonskega otroka utopi in jo obsodijo zaradi detomora. Faust je bil v tem času na Valpurgini noči, kjer so se zbirale čarovnice in duhovi nekaterih žensk, ki so ga ozmerjale. Ko Faust sliši za novico o Marjetki jo poskuša osvoboditi iz zapora in jo tako rešiti pred smrtjo. Ko ugotovi, da Gretchen ne želi pobegniti, Faust in Mefistofel pobegneta iz ječe, medtem ko glasovi z Neba sporočajo, da bo Gretchen odrešena – "Sie ist gerettet" – tu se delo razlikuje od strožjega konca Prafausta – "Sie ist gerichtet!" – "Pogubljena je." 

## Faust, drugi del
- znanstvenik Heinrich Faust
- hudič Mefisto
- Faustov součenjak in spremljevalec Wagner
- Homunkulus - vsevedno bitje narejeno iz steklenke z Wagnerjevim alkemijskim znanjem in Mefistovo pomočjo, hoče biti mesnat
- Cesar, državni svétniki, dvorni upravitelji, nekateri državljani cesarstva
- antični junaki ter pošasti (največjo vlogo ima Helena iz Troje)

V drugem delu, ki je bogat s klasičnimi aluzijami, je romantična zgodba prvega dela Fausta odrinjena na stran in se Faust zbudi na polju vil, kjer začne nov cikel dogodivščin. Delo sestavlja pet dejanj (dokaj ločenih epizod), od katerih vsako predstavlja drugo temo. Cesarstvo, v katerem se nahajata Faust in Mefisto, je revno. Na družabnem zboru svetniki izražajo nezadovoljstvo, ko pride Mefisto oblečen v dvornega norčka, da bi nadomesti starega (ki naj bi omedlel) in predlaga cesarju pametne ideje, naj začne izkopavati zaklade iz svoje zemlje, zemlja je namreč cesarjeva in je po Mefistovem mnenju polna zakladov, predlaga tudi uvedbo bankovcev. S temi reformami cesarstvo obogati.  
Na pustnem karnevalu se pojavi Faust v maski Pluta, boga zakladov in bogastva, z Mefistovo pomočjo pričara skrinjo polno zlata, za katero se vsi zagrebejo. Zaklad izpuhti in vžge se cesarjeva brada, ker je cesar segel preveč v zaklad. Pustno slavje zgori. Cesar za to prigodo ni jezen, ampak od Fausta hoče novih trikov, in sicer hoče predstavo duš Helene in Parisa. Ker Mefisto tega ne zmore kar tako, mora Faust k boginjam imenovanim Matere, ki ne živijo v prostoru in času, ter jih prosti za cesarjevo željo. Uspe mu priklicati duha Helene in Parisa iz Troje, nad katerima so navdušeni le pripadniki nasprotnega spola, pripadnikom istega spola se ta ne zdi preveč posebno lepa. Faust se zaljubi v Helenino lepoto, zato ga močno moti, ko duh Parisa poljubi duha Helene, zato jo poskuša iztrgati od Parisa, kar ga vrže v duhovni svet, kjer išče Heleno. S pomočjo sfinge, kentavra in prerokovalke mu jo uspe priklicati iz pekla za pogane v duhovni svet.  
Mefisto Fausta odnese v njegovo študijsko sobo, ker najde nekatere učence ter Wagnerja, s katerim naredita vsevedno bitje iz steklenke z imenom Homunkulus. To bitje Mefista odpelje v svet, kjer se je potikal Faust, a ima Homunkulus svoj namen, hoče postati mesnat, zato v tem svetu antičnih duhov išče filozofe, bogove in čarodeje, ki bi mu lahko pomagali. Nazadnje se vda nekemu morskemu čarodeju in gre z njim v morje. Mefisto ima medtem probleme s pošastmi v antičnem svetu, a vseeno uspe najti Fausta. Ta mu pomaga pridobiti Heleno in mu pričara srednjeveški grad, na katerem Helena in Faust dolgo skupaj živita poročena. Dobita sina Evforiona, ki pa si želi poleteti, zato skoči iz pečine, a umre. Izpuhti tudi Helena.  
Faust se vrne v pravo življenje, kjer dobi voljo za podjetništvo. Mefisto mu predlaga, naj pomaga cesarju v državljanski vojni. Mefisto prevzame odločilno bitko v svoje roke in s tremi silaki ter vojsko duhov premaga nasprotnike. Faust za uspešnost dobi obalo, kjer živita prijazna starčka, ki mu svetujeta z vso gradnjo palače, obdržala bosta le cerkvico, lipov gaj in svojo kočo. Kljub vsej Faustovi sreči ter osvojenem ozemlju ga moti, da nima vsega ozemlja. Zase hoče lipov gaj, zato po vrnitvi Mefista in silakov ukaže starčka preseliti, a ukaz narobe razumejo in zažgejo kočo skupaj s starčkoma. Faust jih prekolne in v žalosti ter skrbi živi še nekaj časa. A ker se mu čas življenja izteka, Mefisto ukaže duhovom narediti grob zanj. Faust umre in odpre se pekel, ven poskačejo peklenščki, ki se z Mefistom pripravljajo na ulov njegove duše, a ta dolgo ne pride ven. Potem pridejo angeli, ki odženejo peklenščke in s prevaro Mefista odpeljejo Faustovo dušo v nebesa, saj je izgubil le polovico stave. Angeli, ki prispejo kot glasniki božjega usmiljenja, na koncu 5. dejanja povedo: "Kdor si prizadeva in živi, da bi si prizadeval, si še vedno lahko zasluži odrešitev" (V, 11936–7). 

## Razmerje med deli
Faust v celotnem prvem delu ostaja nezadovoljen; končni zaključek tragedije in izid obračunov se razkrijeta šele v drugem delu. Prvi del predstavlja "mali svet" in se odvija v Faustovem lastnem krajevnem in časovnem miljeju, drugi del pa se odvija v "širokem svetu" ali makrokozmosu. 

## Prevodi
V sredini 19. stoletja je prvi del Fausta v slovenščino prevedel Valentin Mandelc, vendar za prevod ni našel založnika.
Fausta je v slovenščini v celoti prvič izdala Založba Obzorja z urednikom Andrejem Brvarjem (1999) ter v luksuzni opremi Matjaža Vipotnika, ki je leta 2000 prejela nagrado Slovenskega knjižnega sejma Najlepša slovenska knjiga. Prvi del je ponatis prevoda Boža Voduška, II. del s 7499 verzi pa je integralno prvič prevedla Erika Vouk. (Boris A. Novak je ob izidu zapisal: Končno integralni prevod kanoničnega teksta svetovne literature".) 
Leta 2005 je prevajalec Janko Moder svojima prevodoma I. in II. dela Fausta (Sanje) dodal še Goethejevo mladostno delo Prafaust. Izdaja je zaznamovala 255-letnico Goethejevega rojstva in prevajalčevo 90-letnico. Ta prevod se uvršča med Modrove največje dosežke.

## V glasbi in filmu
- Franz Schubert je leta 1814 uglasbil besedilo iz Fausta, 1. del ,18. prizor, kot " Gretchen am Spinnrade " (D 118; op. 2). To je bila njegova prva uglasbitev Goethejevega besedila. Pozneje je na podlagi Fausta spisal svoje samospeve skladatelj Franz Schubert: D 126, 367, 440 in 564.
- Posvetni oratorij Roberta Schumanna Prizori iz Goethejevega Fausta (1844–1853)
- "Dramatična legenda" Hectorja Berlioza Faustovo prekletstvo (1846)
- Faustova simfonija Franca Liszta (1857)
- Opera Faust Charlesa Gounoda (1859)
- Opera Mefistofele Arriga Boita (1868; 1875)
- Drugi sklop Mahlerjeve simfonije št. 8 (1906) ima za libreto besedilo zadnjega prizora II. dela Goethejevega Fausta.
- Ferruccio Busonijeva opera Doktor Faust (1916)
- Film Faust (1926) F. W. Murnaua temelji na starejših različicah legende in Goethejevi različici.
- Roman Pierra Maca Orlana Marguerite de la nuit (1935)
- Priredba romana Marguerite de la nuit Clauda Autant-Lara (film, 1955)
- Muzikal Faust Randyja Newmana (1993)
- Film Faust Jausta Švankmajerja (1994)
- Film Faust: Ljubezen prekletih Briana Yuzna (2000)
- Radiohead omenja Fausta in Mefistofela na skladbah "Faust Arp" in "Videotape" albuma In Rainbows (2007)[navedi vir]
- Film Faust Aleksandra Sokurova (2011)
- Na igri temeljita konceptualna albuma Epica in The Black Halo skupine Kamelot.
- Like in zgodbo je po Goethejevem Faustu povzel film American Satan iz leta 2017.
- Neposredno na Goethejevem Faustu je temeljil umetniški film Philippa Humma Zadnji faust (2019), ki je bil prvi film, zasnovan na podlagi I. in II. dela Fausta.[4]